# Zacon Gio
Zacon Gio, född 2015 är en italiensk varmblodig travhäst. Han tränas av Holger Ehlert och körs av Roberto Vecchione. Zacon Gio började tävla i september 2017 och har till oktober 2020 sprungit in 762 067 euro på 40 starter, varav 26 segrar, 6 andraplatser och 2 tredjeplatser. Han har tagit karriärens hittills största segrar i Gran Premio d'Europa (2019), International Trot (2019) och Gran Premio Lotteria (2020).

## Karriär
Zacon Gio gjorde tävlingsdebut i september 2017 på Ippodromo Capannelle i Rom, i ett lopp som han slutade på andra plats. Han tog sin första seger i nästkommande start den 4 oktober 2017. I början av karriären kördes han av Giuseppe Pietro Maisto eller Esposito Antonio. 
Under 2019 radade Zacon Gio upp segrar, och segrade bland annat i Grupp 1-loppet Gran Premio d'Europa på Ippodromo La Maura i Milano. Han blev därefter inbjuden till att delta i VM-loppet International Trot på Yonkers Raceway i USA, där han även segrade.
Zacon Gio blev efter segern en snackhäst inför Elitloppet 2020 på Solvalla, men Solvallas sportchef Anders Malmrot meddelade snabbt att hästen inte var aktuell för loppet, då tränare Holger Ehlert är bannlyst av Solvalla för sin dopningshistorik, bland annat för dopingskandalen i Elitloppet 2006 med Lets Go.
Hästen bjöds dock in till Copenhagen Cup på Charlottenlund Travbane, där han jagade sin 14:e raka seger, men galopperade tyvärr i loppet. Efter loppet visade det sig att Zacon Gio varit sjuk.
Han har också kommit på andraplats i Gran Premio Gaetano Turilli bakom vinnande Vivid Wise As.
Han har även vunnit loppet Gran Premio Due Mari 2021. 